# Koningin Beatrix (Schiff)
Die Koningin Beatrix ist eine 1993 gebaute, ehemalige Fähre der niederländischen Reederei Provinciale Stoombootdiensten in Zeeland, die das Schiff im Fährverkehr auf der Schelde einsetzte. Das Schiff verkehrt seit Dezember 2005 als Tremestieri in Italien.

## Geschichte
Das Schiff wurde unter der Baunummer 375 auf der niederländischen Werft De Schelde gebaut. Die Kiellegung des Schiffes fand am 17. August 1992 statt. Taufe und Stapellauf des Schiffes erfolgten am 31. August 1993. Taufpatin war die niederländische Königin Beatrix. Die Fertigstellung des Schiffes erfolgte am 30. November 1993.
Das Schiff gehörte der Veerboot Westerschelde, einer eigens gegründeten Tochtergesellschaft der Bauwerft, die es zunächst an die Provinciale Stoombootdiensten in Zeeland vercharterte. Hintergrund dieser Konstellation war der geplante Bau des Westerscheldetunnels, der die Einstellung der Fährverbindungen für Pkw und Lkw über die Schelde zur Folge haben würde. Anfang der 1990er-Jahre wurde angenommen, dass die vorhandenen Schiffe das Verkehrsaufkommen bewältigen könnten. Der Kauf einer weiteren Fähre wurde nicht als wirtschaftlich angesehen. Ende Dezember 1997 kaufte die Provinciale Stoombootdiensten in Zeeland das Schiff, nachdem zuvor mit der Prins Johan Friso noch eine fünfte Fähre mit zwei Fahrzeugdecks in Dienst gestellt worden war.
Die Koningin Beatrix wurde auf der Strecke zwischen Vlissingen und Breskens eingesetzt und ersetzte dort die 1958 gebaute Prinses Beatrix.
Die Reederei Provinciale Stoombootdiensten in Zeeland beendete den Fährdienst auf der Schelde am 15. März 2003 mit der letzten Fahrt der Koningin Beatrix, nachdem am Tag zuvor der Westerscheldetunnel dem Verkehr übergeben worden war. Die Fähre wurde anschließend wie auch die Prins Johan Friso von der Reederei BBA Fast Ferries übernommen, die damit bis zur Fertigstellung kleinerer Fähren des Typs Damen Fast Ferry 3717 den Personenverkehr über der Schelde zwischen Vlissingen und Breskens aufrechterhielt. Der Einsatz des Schiffes endete am 5. Mai 2004.
Am 27. Mai 2004 wurde die Fähre an das italienische Unternehmen MPS Leasing & Factoring verkauft, die sie an die Reederei Caronte & Tourist vercharterte. Vor dem Einsatz durch Caronte & Tourist wurde die Fähre bei Fincantieri in Palermo umfangreich umgebaut. Caronte & Tourist setzte das Schiff ab Dezember 2005 als Tremestieri unter italienischer Flagge zwischen Villa San Giovanni und Messina ein.
Seit dem 28. Mai 2021 verkehrt die Fähre als zweites Schiff von Blu Navy zwischen Piombino auf dem toskanischen Festland und Portoferraio auf der Insel Elba. Das Schwesterschiff Acciarello, die ehemalige Prins Johan Friso, wird bereits seit 2015 ebenfalls von Blu Navy auf dieser Route eingesetzt. Im Winterhalbjahr wird eines der beiden Schiffe aus der Fahrt genommen.

## Technische Daten und Ausstattung
Der Antrieb des Schiffes erfolgt dieselelektrisch durch vier von ABB-Strömberg-Motoren mit jeweils 1500 kW Leistung angetriebenen Propellergondeln, von denen sich jeweils zwei an beiden Enden des Schiffes befinden. Die Koningin Beatrix war die erste mit Propellergondeln ausgerüstete Fähre der Provinciale Stoombootdiensten in Zeeland.
Für die Stromerzeugung stehen vier Stork-Wärtsilä-Dieselmotoren (Typ: 9HFD240) mit jeweils 1580 kW Leistung zur Verfügung, die jeweils einen ABB-Generator (Typ: HSG560LK6) antreiben. Die Aggregate sind in zwei getrennten Räumen untergebracht. Sie können unabhängig voneinander arbeiten, so dass bei einem Teilausfall der Antriebsmotoren noch Antriebsleistung zur Verfügung steht.
Für den Strombedarf des Bordnetzes stehen vier Generatorsätze zur Verfügung, die ebenfalls auf die beiden Maschinenräume aufgeteilt sind. Hier treiben vier Volvo-Penta-Dieselmotoren (Typ: TAMD 122A/HE) mit jeweils 240 kW Leistung vier Stamford-Generatoren (Typ: MHC 434F) an.
Das Schiff verfügt über zwei durchlaufende Fahrzeugdecks mit jeweils fünf Fahrspuren. Das untere Fahrzeugdeck verfügt über 458 Spurmeter. Hier können Fahrzeuge bis zu 45 t Gesamtgewicht befördert werden. Die maximale Achslast auf dem Deck beträgt 20 t. Die nutzbare Höhe beträgt 4,50 m. Auf dem Deck finden 104 Pkw Platz. Auf dem Deck können auch Lkw auf vier Fahrspuren befördert werden. Das untere Fahrzeugdeck war an beiden Enden durch ein nach oben öffnendes, 7,5 m breites und 4,5 m hohes Tor verschlossen. Das obere Fahrzeugdeck verfügt über 466 Spurmeter. Hier können Fahrzeuge bis zu 3,5 t Gesamtgewicht und maximal 2 t Achslast befördert werden. Die nutzbare Höhe beträgt 2,90 m. Auf dem oberen Fahrzeugdeck finden 106 Pkw Platz. Das Deck war an den Enden durch eine ebenfalls nach oben öffnende, 7,5 m breite und 0,9 m hohe Absperrung begrenzt. Tore und Absperrungen wurden hydraulisch bewegt. Die Zugänge für Passagiere befanden sich auf dem oberen Fahrzeugdeck neben den Zufahrten für Pkw. Die Passagierkapazität der Fähre beträgt 1000 Personen.
Über dem oberen Fahrzeugdeck befinden sich die Einrichtungen für die Passagiere. Hier befand sich ein Salon mit 408 Sitzplätzen sowie ein Selbstbedienungsrestaurant. Oberhalb des Passagierdecks befindet sich an beiden Enden je ein Steuerhaus. Vor den Aufbauten mit den Passagiereinrichtungen und den Steuerhäusern ist das obere Fahrzeugdeck an beiden Enden offen.
Für den Einsatz in Italien wurde das Schiff umfangreich umgebaut. An beiden Enden wurde eine Rampe installiert, über die das untere Fahrzeugdeck zugänglich ist. Die beiden Fahrzeugdecks wurden über eine interne Rampe miteinander verbunden. An den Enden wurde das obere Fahrzeugdeck verbreitert, um auf diesem transportierten Fahrzeugen das einfache Wenden und die Fahrt zur internen Rampe zu ermöglichen. Der Zugang für nicht motorisierte Passagiere erfolgt ebenfalls über die Rampen an den beiden Schiffsenden. Nach dem Umbau ist die Fähre mit 7747 BRZ vermessen.